# ロバート・コーネリアス
ロバート・コーネリアス（Robert Cornelius, 1809年3月1日 - 1893年8月10日）は、アメリカ合衆国の写真家、実業家、ランプ製造者。写真史における写真の先駆者として知られる。1840年から1842年にかけてアメリカ合衆国で最初期の写真スタジオを経営し、肖像写真の撮影に必要な露光時間を大幅に短縮する革新的な技術を導入した。ランプ製造者としては1843年に「ソーラーランプ」を製作し、特許を取得した。この「ソーラーランプ」は従来のランプより明るく、また燃料には高価な鯨油ではなく安価なラードを使用することができた。

## 生涯
コーネリアスはフィラデルフィアでサラ・コーネリアスとクリスチャン・コーネリアスの子供として生まれた。父親は1783年にアムステルダムから移住し銀細工師として働いた後、ランプ製造会社を設立した。少年時代、コーネリアスは私立学校に通い、特に化学に興味を持った。1831年、コーネリアスは父のランプ製造会社で働き始め、その中で銀メッキと金属研磨を専門とした。

### 写真
ダゲレオタイプが世に知られるようになってから間もない1839年9月の下旬、ジョセフ・サクストンがフィラデルフィア中央高校を撮影した。その直後、サクストンはより良いダゲレオタイプの版を得るためにコーネリアスと接触した。この出会いが、コーネリアスが写真に興味を持つきっかけとなった。1839年10月頃、コーネリアスは即興でカメラ・オブスクラを作り、最初のダゲレオタイプを製作して家族の店の前でセルフ・ポートレートを撮影した。この写真の撮影には10分から15分ほどじっとポーズをとる必要があった。この写真は現存しているが、他にコーネリアスが同時期に撮影した家族の写真は現存しない。
コーネリアスの写真の1、2年前に撮影されたタンプル大通りの写真には偶然歩道にいた2人の人物が写っていたが、コーネリアスのセルフ・ポートレートはアメリカ合衆国で意図的に撮影された最古の肖像写真として一般的に認められている。しかし、ヨーロッパとアメリカの両方から、より早い1837年頃に撮影されたという肖像写真に対する主張がある。
当時、コーネリアスは米国初の肖像写真の撮影という偉業を成し遂げたにもかかわらずあまり話題にはならなかった。この肖像写真はコーネリアスのスタジオの生徒であったマーカス・アウレリウス・ルートの努力によって現存することができた。ルーツは『カメラと鉛筆』を出版し、その中でアメリカ合衆国における写真のルーツの背景について説明している。この本は1876年に開催されたフィラデルフィア万国博覧会で脚光を浴び、フィラデルフィアの著名な写真家で後に『アメリカン・ジャーナル・オブ・フォトグラフィー』の編集者となるジュリアス・サックスの目に留まった。サックスはアメリカ合衆国における写真史を記録するためアメリカ哲学協会の会員たちにインタビューを始めた。そこでコーネリアスは1839年10月に写真を撮り始めたとサックスに語ったが、1975年にアメリカ哲学協会の司書がその写真を発見するまでその主張の証拠は見つけられなかった。
コーネリアスは化学者のポール・ベック・ゴダードと共に、ダゲレオタイプの露光時間の短縮に大きな進歩をもたらした。具体的には、臭素の使用や、より優れた版や照明条件を向上させるための反射板、青色のガラスフィルターの導入により、ダゲレオタイプによる肖像写真の露光時間を1分未満に短縮することに成功した。
1840年5月、コーネリアスはフィラデルフィア初、世界では2番目となる写真スタジオをオープンした。この写真スタジオはニューヨークのアレクサンダー・ウォルコットとジョン・ジョンソンのスタジオに先立つものであった。ちなみに、コーネリアスは1840年の早春に二人のスタジオに訪れている。
コーネリアスの写真スタジオは裕福なパトロンの間で人気を博し、彼のスタジオで撮影された写真の多くは現在も残っている。また、コーネリアスは1841年から1842年まで2つ目の写真スタジオも運営していた。写真の人気が高まって多くの写真家が写真スタジオを開業するようになると、コーネリアスは写真に対する興味を失ったか、または家業のガスやランプの会社でより稼げることに気付いた。

### その後
コーネリアスはコーネリアス社（後のコーネリアス&ベイカー社）を経営し、「ソーラーランプ」の発明で大成功を収めた。その当時ランプには鯨油が使用されていたが、鯨油は非常に高価になっていた。そこで、コーネリアスはイギリスのランプを改良し、バーナーに空気を送り込んで鯨油ではなくラードを燃焼させられるようにした。コーネリアスは1843年にこの「ソーラーランプ」のアメリカでの特許を申請、取得した。このランプは非常に人気が高く、アメリカ国内とヨーロッパで販売された。製造はフィラデルフィアにある2つの大きな工場が行っていた。また、コーネリアスは電気火花によってガス灯を点灯させることについての特許も取得した。その後、コーネリアスの会社は最初の灯油ランプの製造も行ったが、より安価で効率的なものが市場を席捲するようになった。それでもコーネリアスは裕福であったが、かつて市場を席捲していた彼のランプ会社は他社に追い抜かれた。

## 私生活
コーネリアスは1832年にハリエット・コムリーと結婚した。3人の息子と5人の娘に恵まれた。
コーネリアスは1877年に家業から身を引いた。晩年はフィラデルフィアのフランクフォードにある自宅に住んでいた。またコーネリアスは長老派教会の長老でもあり、50年間教会の一員であった。
1893年8月10日、コーネリアスはフランクフォードの自宅で亡くなり、ローレル・ヒル墓地に埋葬された。

## コーネリアスの作品

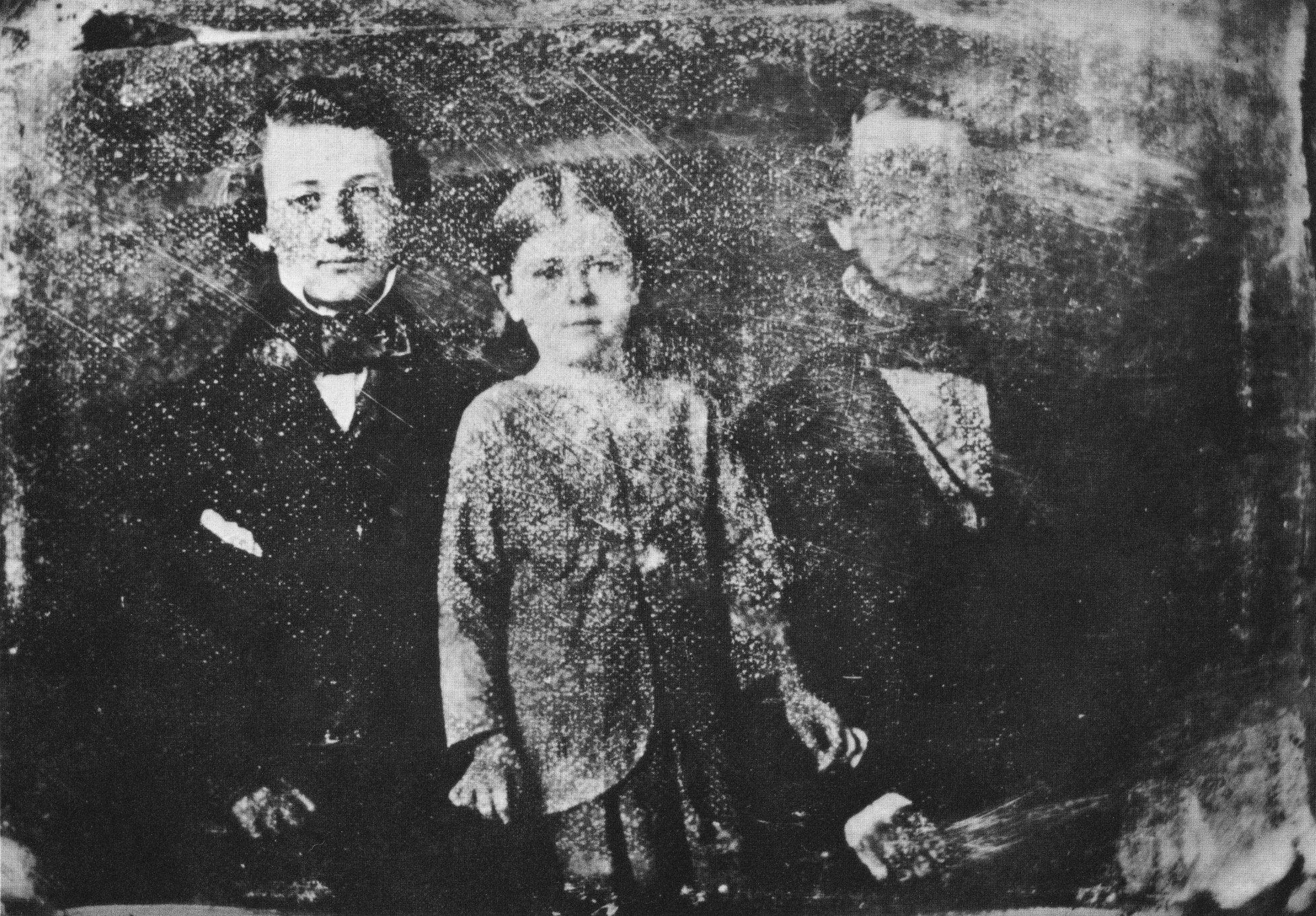
コーネリアスによる集合写真（1839年）
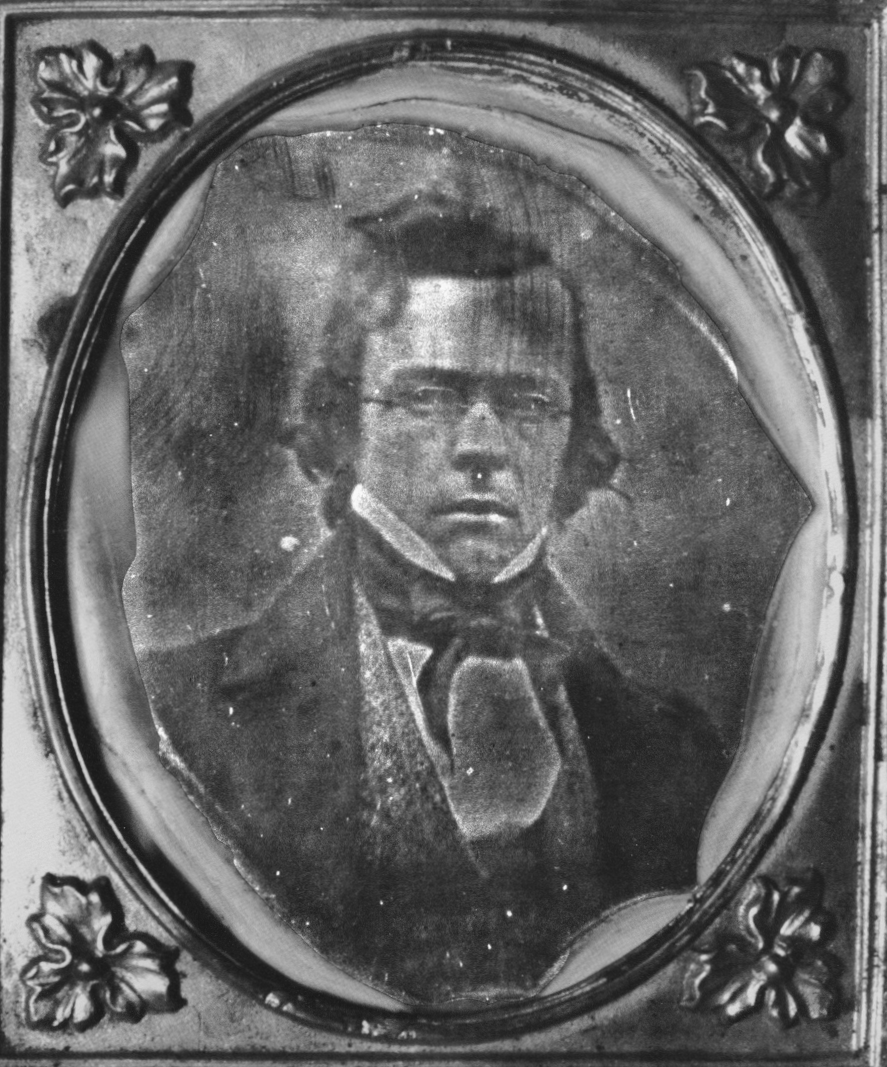
ポール・ベック・ゴダード（英語版）（1839年12月）
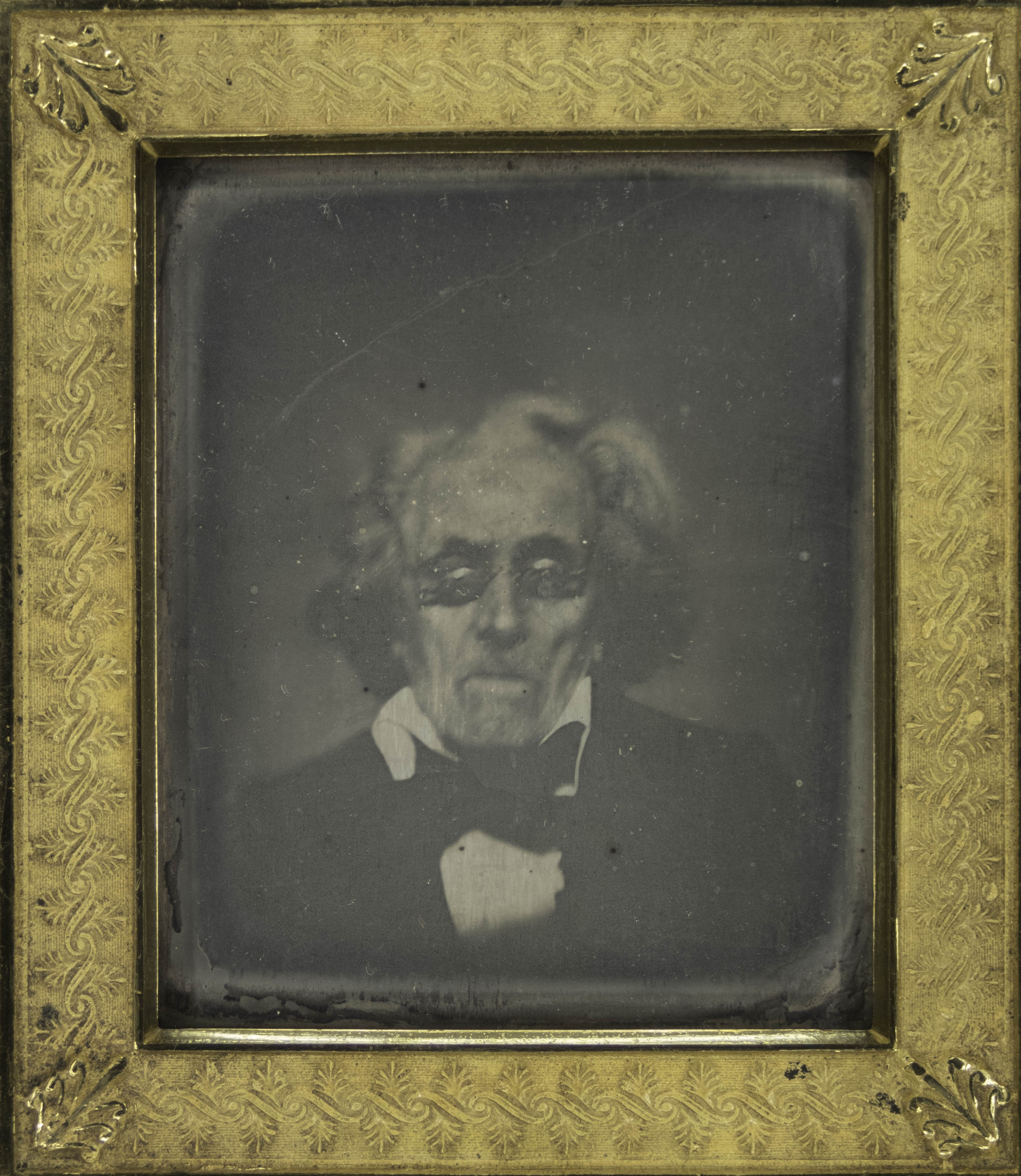
ピーター・スティーブン・デュ・ポンソー（英語版）（1840年3月またはそれ以前）
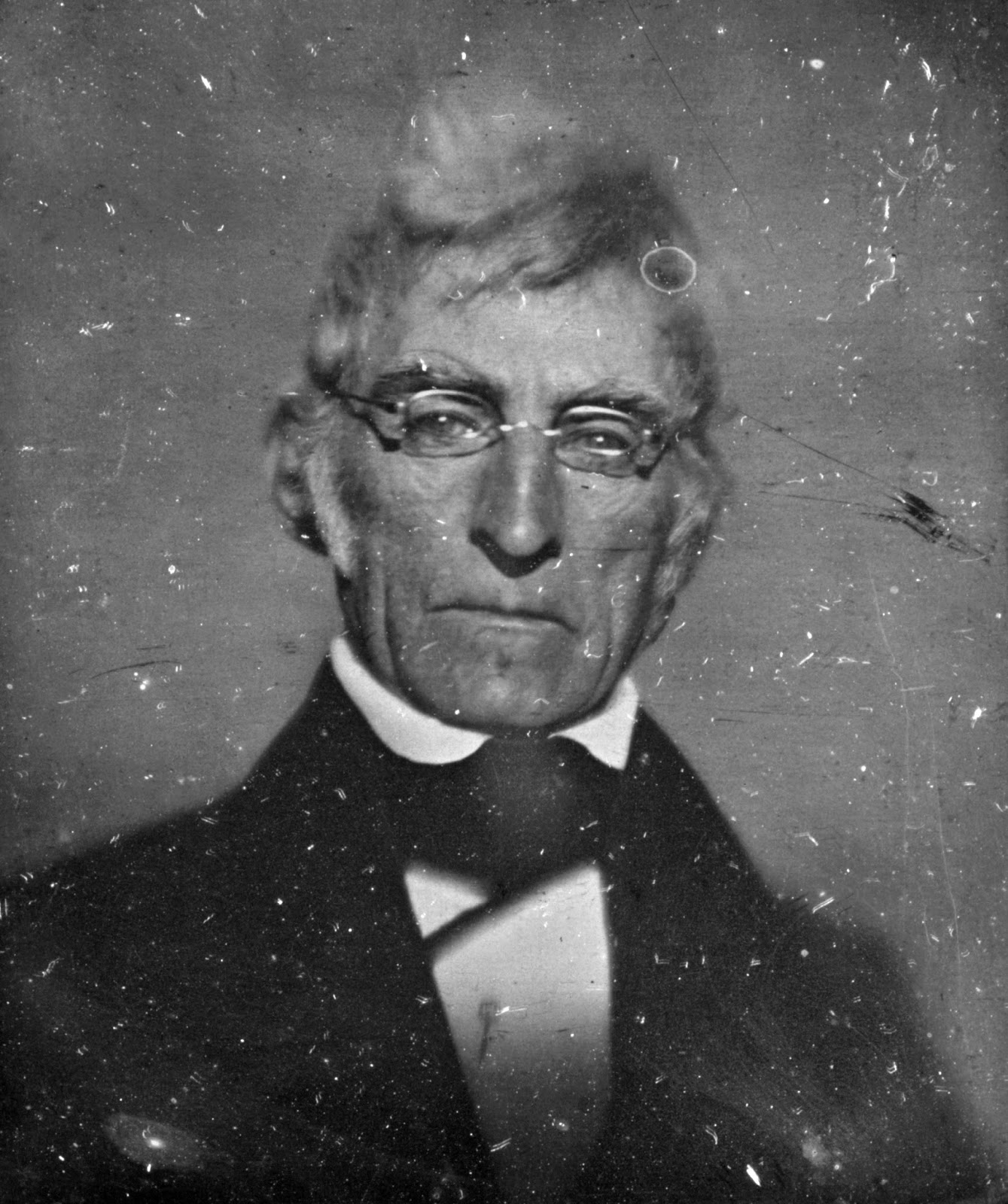
ジョン・マカリスター・ジュニア（1840年5月6日）コーネリアスによって撮影された最初の商業写真。
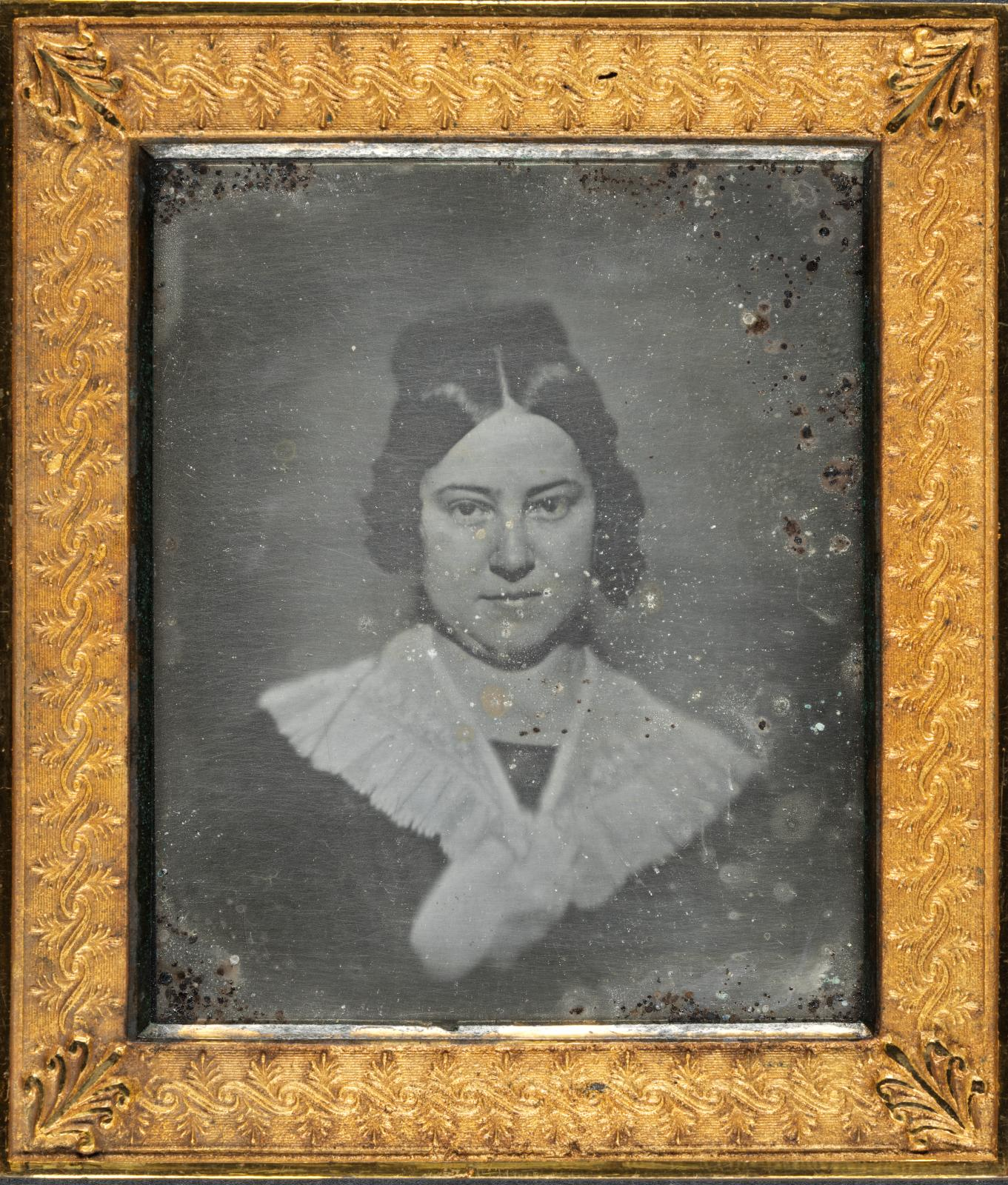
氏名不明の女性（1840年5月）
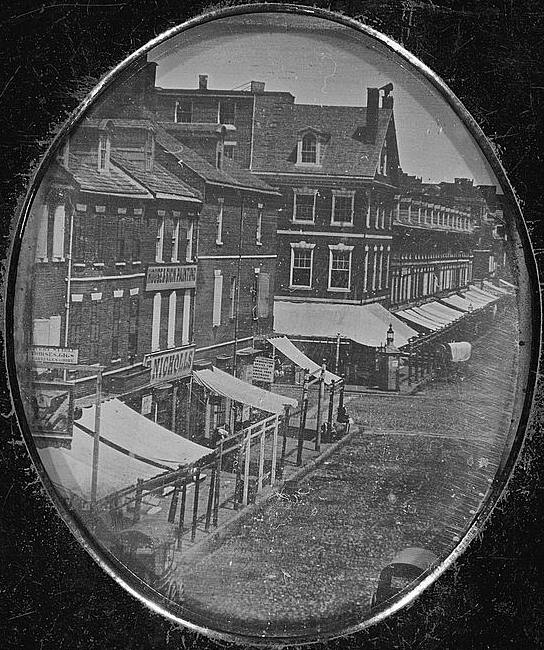
コーネリアスのスタジオからのフィラデルフィアの8番街とマーケット街の眺め（1840年5月）
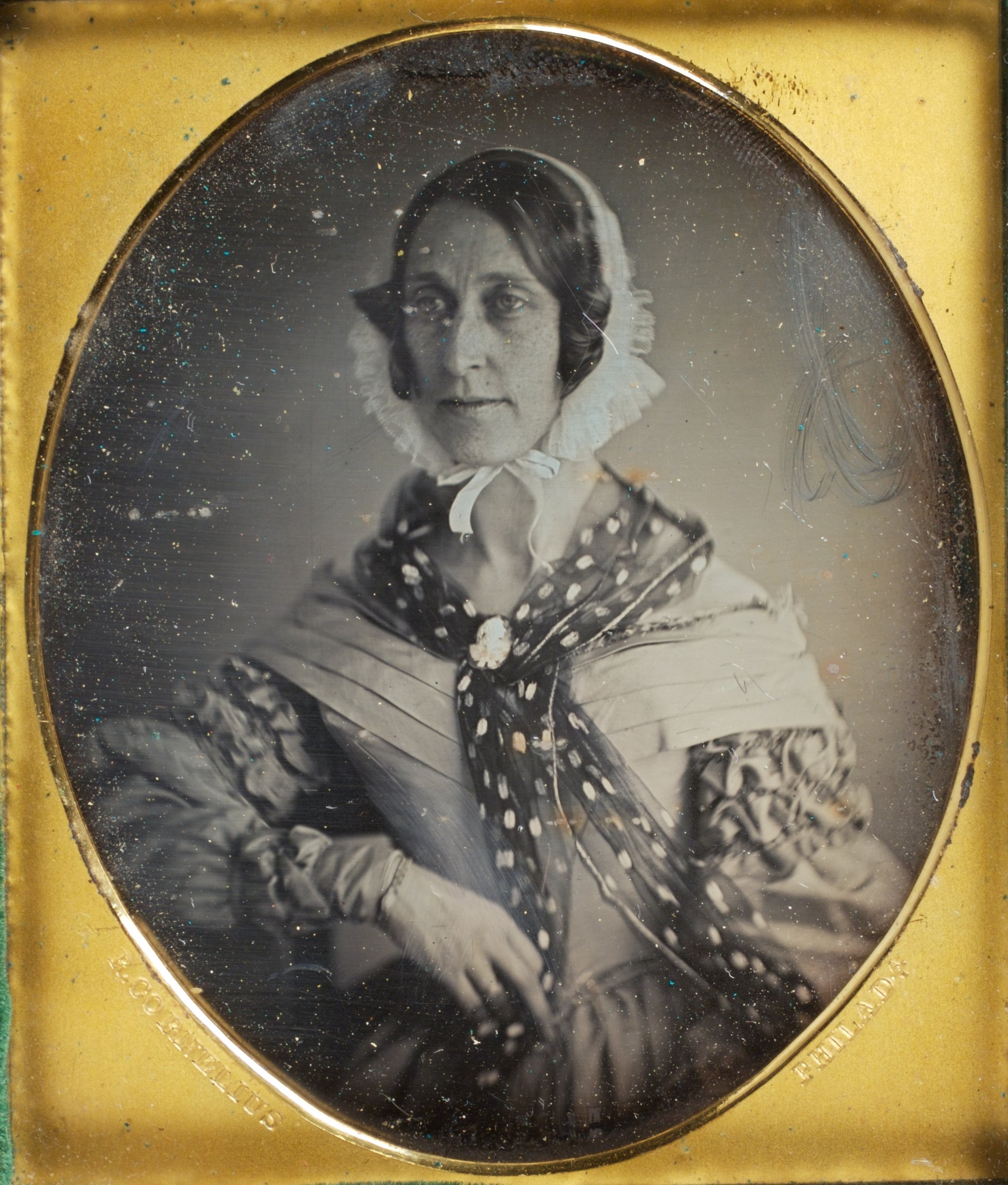
トッパンおばあちゃん（1841年頃）
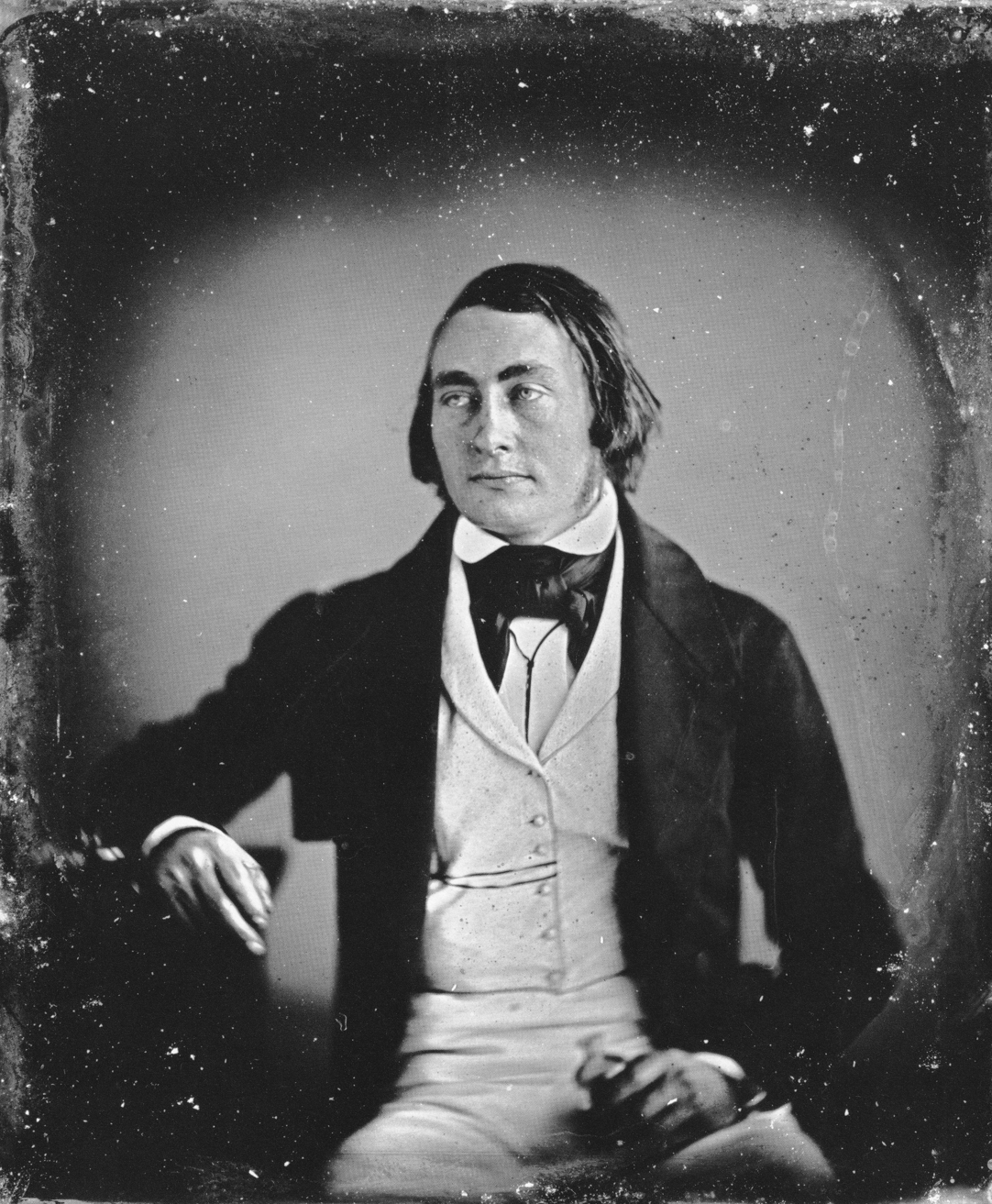
マーティン・ハンス・ボイエ（英語版）（1842年5月19日）